# Mage (Recht)
Der Mage bezeichnet eine verwandte Person, besonders den Blutsverwandten, meist außerhalb des engsten Familienkreises. Mage ist ein sehr früh belegter Begriff des mittelalterlichen germanischen Rechtskreises und wird seit dem 17. Jahrhundert nicht mehr verwendet. Der Begriff spielte insbesondere im kirchlichen Ehe- und Erbrecht eine Rolle.
Als Schwertmagen wurden die männlichen und als Spindelmagen (auch Spilmagen, Kunkelmagen) die weiblichen Verwandten bezeichnet. Sie sind im altdeutschen Recht die männlichen Verwandten von väterlicher Seite.
Als Magschaft bezeichnete man die durch die gemeinsame Abstammung von einem Vorfahren begründete Verwandtschaft. Das Kanonische Recht kannte auch den Begriff der geistlichen Magschaft (lateinisch cognatio spiritualis), die durch Ehe, Taufe oder Firmung ein besonderes Verhältnis zwischen den beteiligten Personen und ihren Verwandten begründete.
Von der Verwendung her unschärfer konnte der Mage auch allgemein einen Verwandten oder die Verwandtschaft als Ganzes bezeichnen.